# Juraj Zaťko
Juraj Zaťko (ur. 5 czerwca 1987 w Bratysławie) – słowacki siatkarz, grający na pozycji rozgrywającego. 161-krotny reprezentant Słowacji.

## Sukcesy klubowe
Mistrzostwo Czech:
- 2006
- 2008
- 2009

Puchar Czech:
- 2010

Mistrzostwo Niemiec:
- 2011
- 2013
- 2012

Puchar Niemiec:
- 2012

Mistrzostwo Słowacji:
- 2016, 2017, 2025[2]
- 2018, 2024[3]

MEVZA - Liga Środkowoeuropejska:
- 2017

Puchar Słowacji:
- 2024[4], 2025[5]

## Sukcesy reprezentacyjne
Liga Europejska:
- 2011

## Nagrody indywidualne
- 2005: Najlepszy rozgrywający Mistrzostw Świata Kadetów
- 2016: Najlepszy rozgrywający słowackiej Extraligi w sezonie 2015/2016
- 2024: MVP finału Pucharu Słowacji